# Szurdok-völgyi Felső-barlang
A Szurdok-völgyi Felső-barlang a Duna–Ipoly Nemzeti Park területén lévő Pilis hegységben található egyik barlang.

## Leírás
Csobánka szélén, a Pilisszentkereszti-szurdok alsó részének meredek hegyoldalában, erdőben, 312 m tszf. magasságban van a barlang bejárata. A pataktól kb. 60 m-rel magasabban, a patak jobb oldalán van a természetes jellegű, 1,2 m magas, 0,8 m széles, háromszög alakú, lejtő tengelyirányú bejárata, amely a sziklás és bozótos, meredek rész egyik sziklakibúvásában található. A bejárat előtt kis kőrakás, a barlang alján pedig gödör tanúskodik arról, hogy a barlangban már végeztek próbabontást. Nem messze, a szurdoknak ugyanazon az oldalán van a Szurdok-völgyi-víznyelő bejárata.
Triász dachsteini mészkőben karsztvízszint alatti oldódással jött létre a jelenleg inaktív, 8 m hosszú és 3,8 m mély barlang. A kis sziklaodú tulajdonképpen egy humuszos kőtörmelékkel nagyon feltöltött lejtős teremből áll, amely elképzelhető, hogy a Szurdok-völgyi-víznyelőhöz hasonlóan egy eltömődött akna. A bejárattal szemben a falak a belsőbb részeken is nagyon mohásak, algásak. A sziklaodú jellegű barlangban változóak a lejtésviszonyok. Jellemző szelvénytípusa a szabálytalan oldott szelvény.
A jobb oldali lapos kiszélesedésnél cseppkőbekérgezés, kondenz borsókő és montmilch figyelhető meg. A barlangban gömbüst és cseppkőléc is keletkezett. Gyakorlatilag érintetlenek ásványképződményei. A mélyített aljzatot behullott avar és növénytörmelék fedi, a falak időszakosan nedvesek. Élővilága puhatestűekből, pókokból, rovarokból áll, és kisemlős, valamint denevér csontok is előfordulnak benne. Egy lámpával könnyen megtekinthető a feltöltődéssel veszélyeztetett barlang.

## Kutatástörténet
Az 1948. évi Hidrológiai Közlönyben publikálva lett, hogy a Hosszú-hegy kiemelkedésével alábbszállt a Hosszú-hegyben a karsztvízszint és megszűnt a működése a Ziribári-, Hosszúhegyi-, Pilisszántói- és Szurdokvölgyi-barlangok forrássorozatának. Víznyelő barlangok kezdtek el működni helyettük, pl. a Szurdok-völgy fenekén elhelyezkedő jelenleg már eltömődött barlang, amely felszíni vízfolyás vizét vezeti a mélybe.
Az 1953. évi Földrajzi Értesítőben meg van említve, hogy a Szurdok-völgy meredek sziklafalain a Szurdokvölgyi barlangon kívül van néhány sziklafülke. Elképzelhető, hogy ezek kisebb elpusztult barlangok nyílásai. A nyílások leginkább nagyobb, 30–40 m magasságban vannak. Alacsonyabban már nem fordulnak elő, mert a sok kőfolyás és sziklaomlás, ahogy a lejtőt is lankásabbá alakította, úgy a feltételezett nyílásokat betemette.
A Bertalan Károly által írt, 1976-ban befejezett kéziratban az van írva, hogy a Szurdokvölgyi sziklafülkék a Pilis hegységben, a Pilis-vonulatban, Pilisszentkereszten helyezkednek el. A Szurdok-völgy meredek sziklafalaiban, leginkább 30–40 m relatív magasságban nyílnak. Sziklafalban lévő kisebb járatok. A lejtőtörmelék eltemette az esetleges, alacsonyabban nyíló járatokat. A kézirat barlangot ismertető része 1 publikáció alapján lett írva.
Az 1984-ben napvilágot látott, Magyarország barlangjai című könyv országos barlanglistájában a Pilis hegység barlangjai között a Szurdok-völgyi-víznyelőn kívül szerepelnek a Szurdok-völgyi-sziklafülkék. A listához kapcsolódóan látható a Dunazug-hegység barlangjainak földrajzi elhelyezkedését bemutató 1:500 000-es méretarányú térképen a sziklafülkék földrajzi elhelyezkedése. 2008-ban Kovács Richárd mérte fel a barlangot és a felmérés alapján 2008. május 10-én alaprajz térképet keresztmetszettel és hosszmetszet térképet szerkesztett. A Csobánkán lévő és 4830-13 barlangkataszteri számú barlang a felmérés szerint 8 m hosszú és 3,8 m mély.
A barlang 2008-ban készült nyilvántartólapján az olvasható, hogy a 4830-13 barlangkataszteri számú Szurdok-völgyi Felső-barlang Pest megyében, Csobánkán helyezkedik el. Bejárata 312 m tszf. magasságban nyílik. A barlang 8 m hosszú, 3,8 m mély, 0 m magas, 3,8 m függőleges kiterjedésű és 5 m vízszintes kiterjedésű. Szokol Adrienn 2011-es kéziratában található egy helyszínrajz, amelyen a 4830-as barlangkataszteri terület barlangjainak földrajzi elhelyezkedése látható. Az ábrán meg lett jelölve a barlang földrajzi elhelyezkedése. A Szurdok-völgyi Felső-barlang a Szurdok-völgyben, 312 m tszf. magasságban nyílik. A 8 m hosszú és 3,8 m függőleges kiterjedésű barlangban cseppkő, montmilch és borsókő található.

## Képgaléria

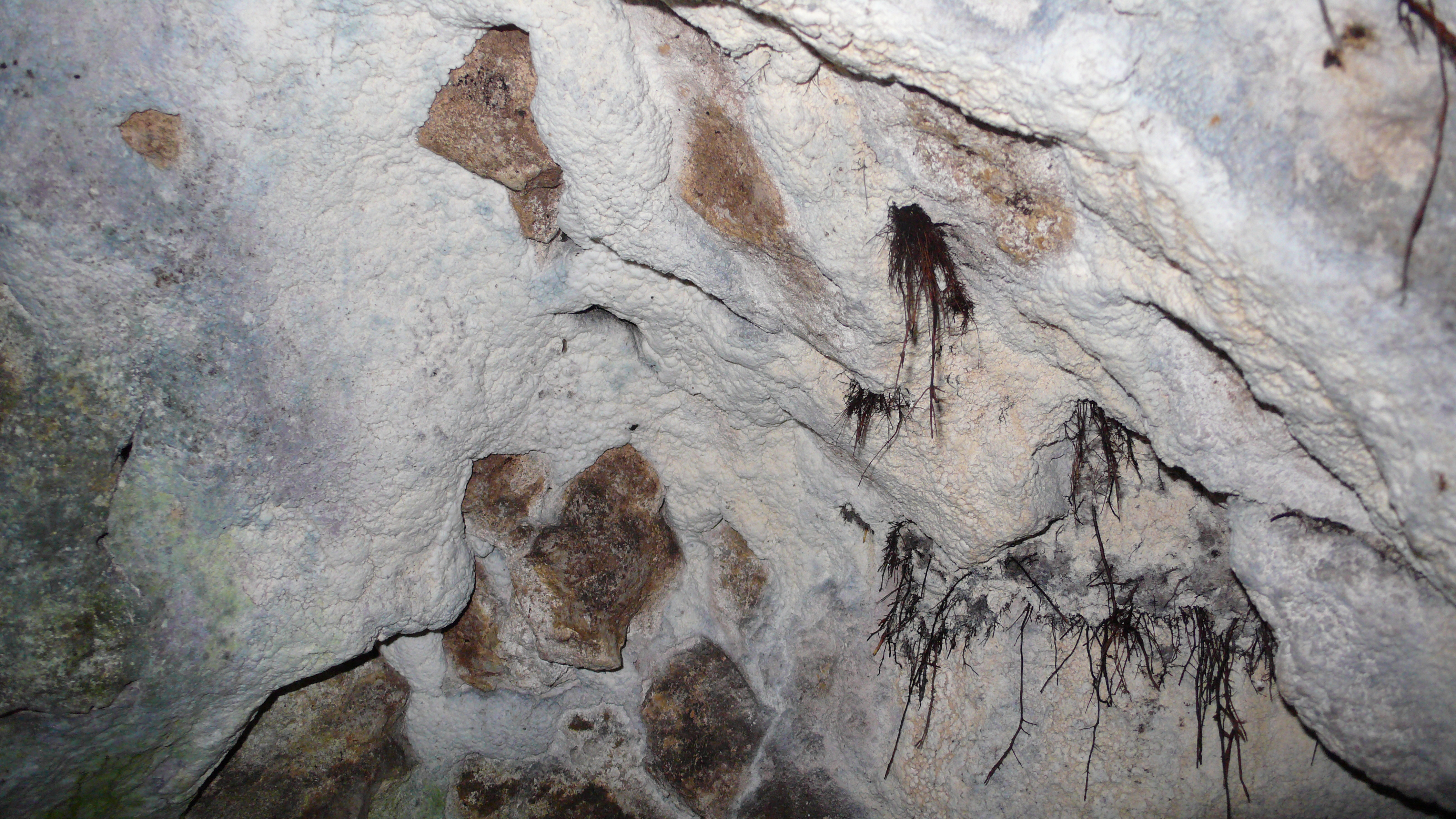
A barlang állapota 2008-ban
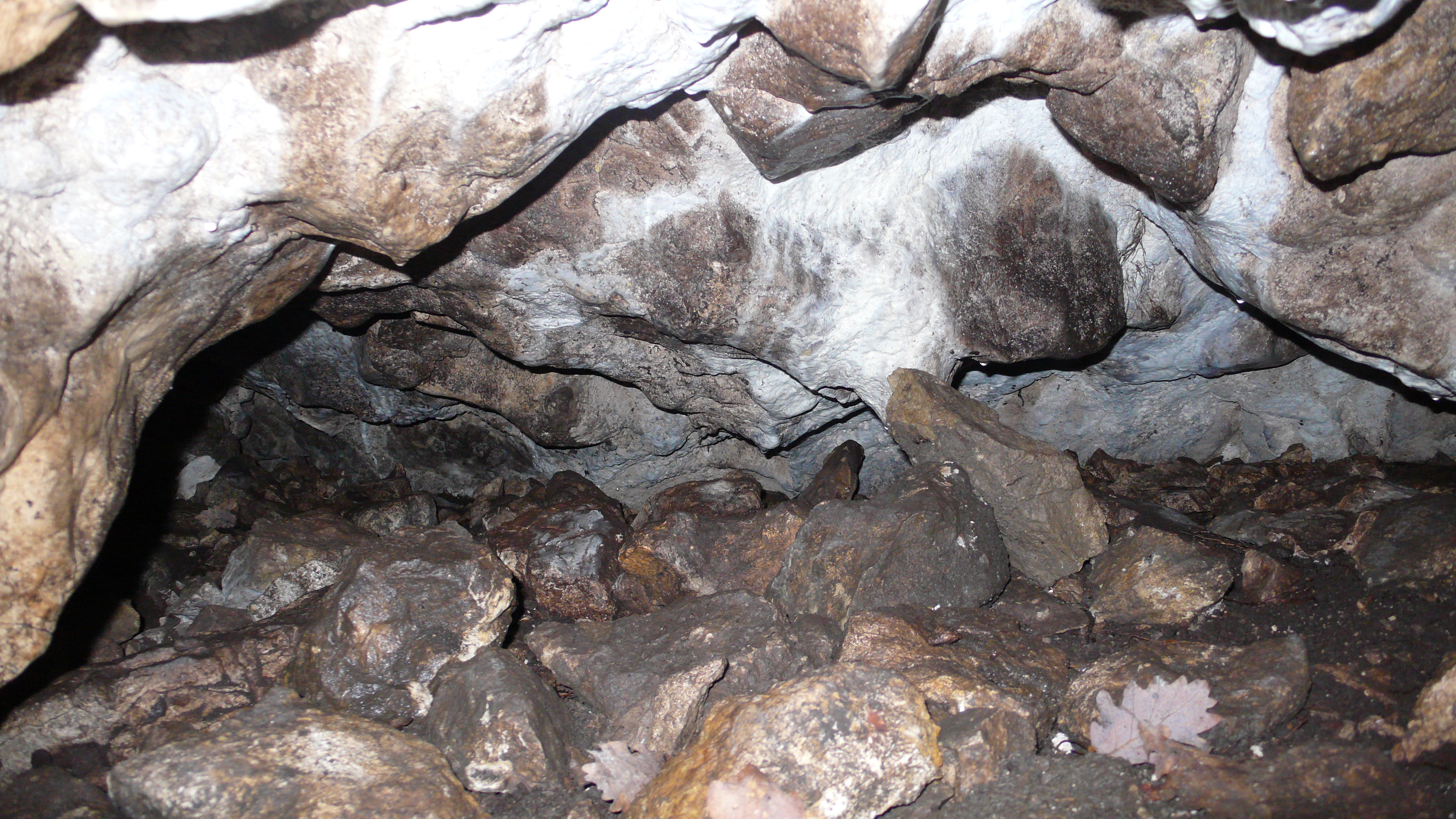
A barlang állapota 2008-ban
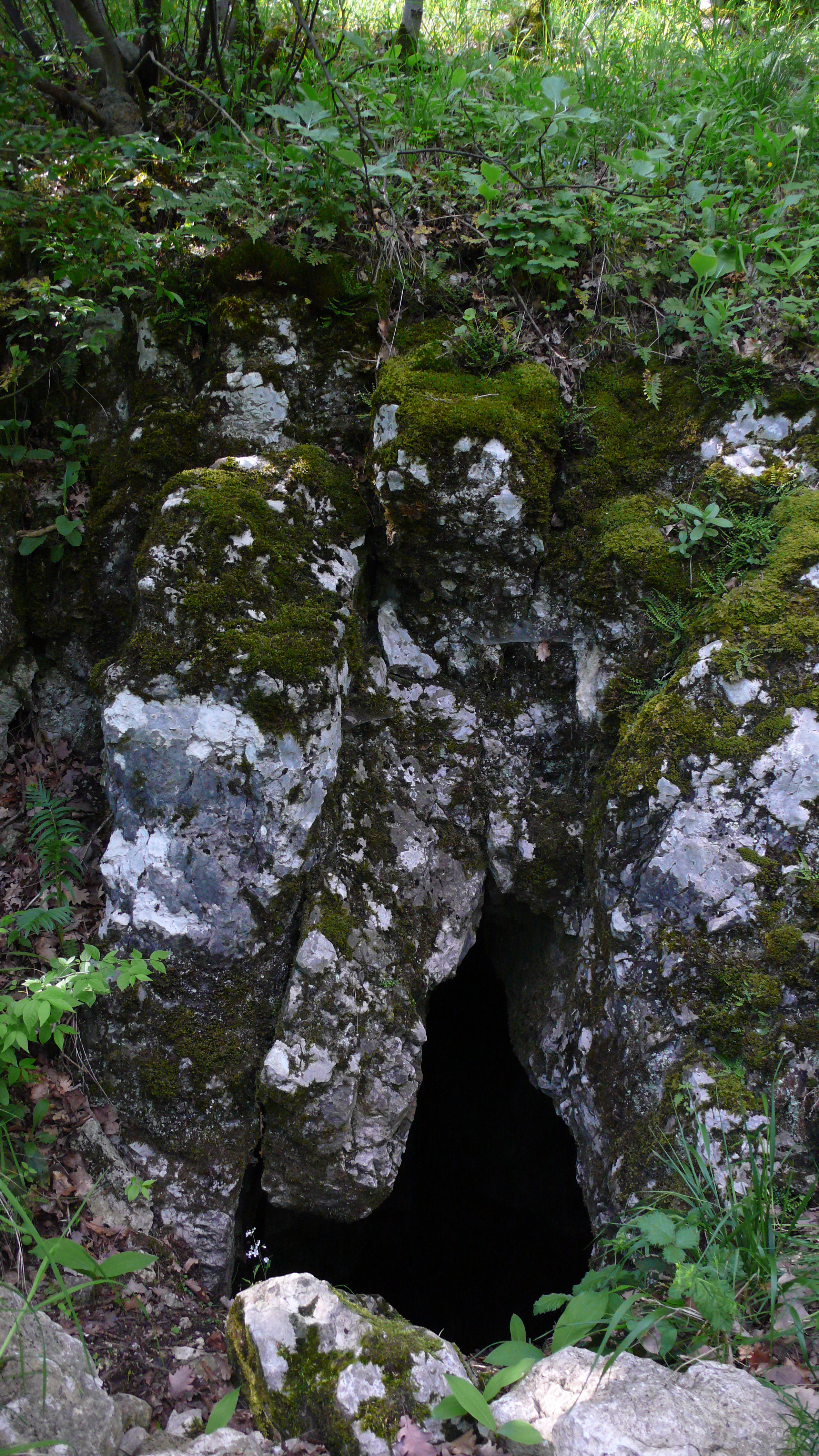
A barlang állapota 2008-ban
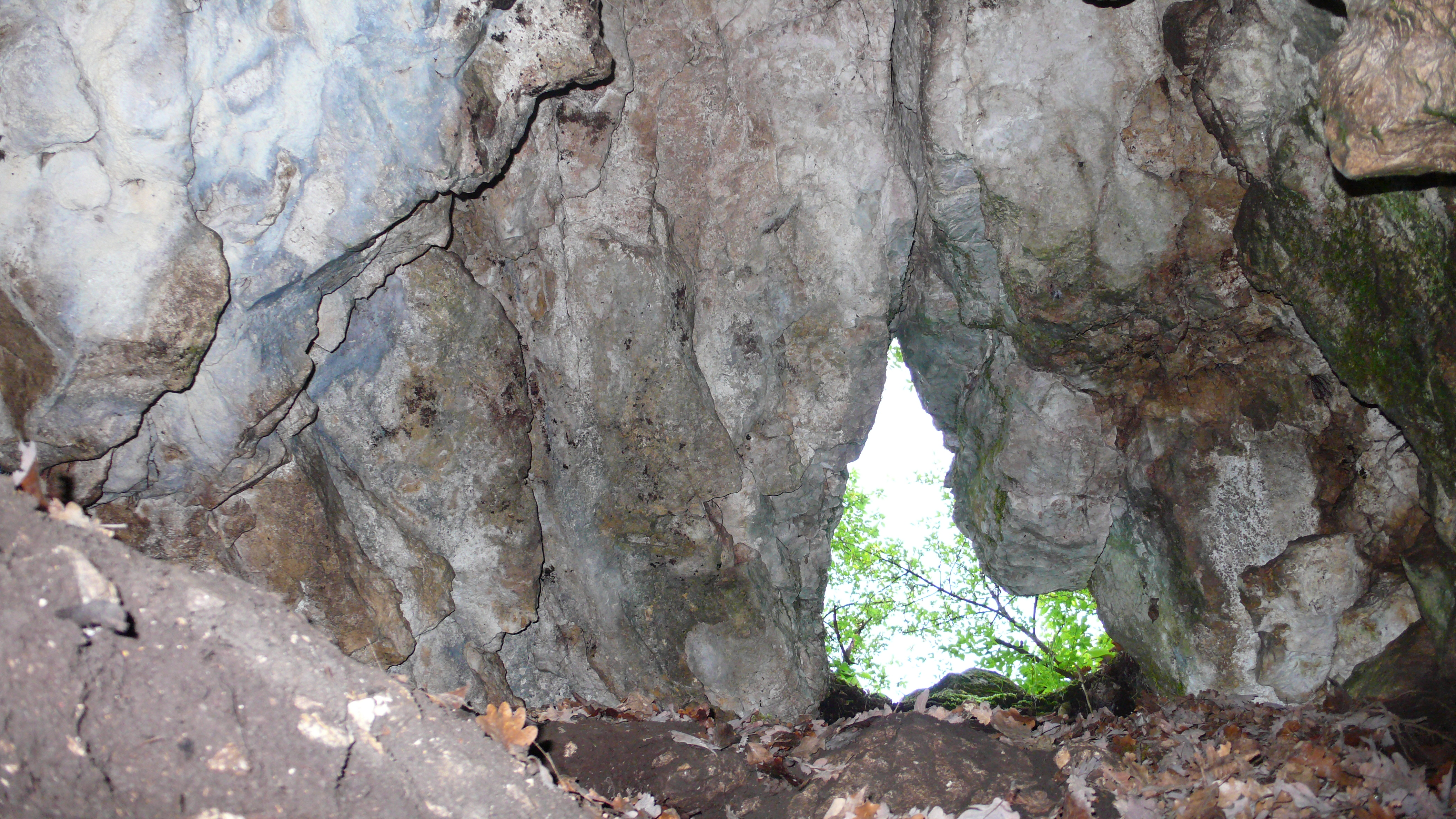
A barlang állapota 2008-ban
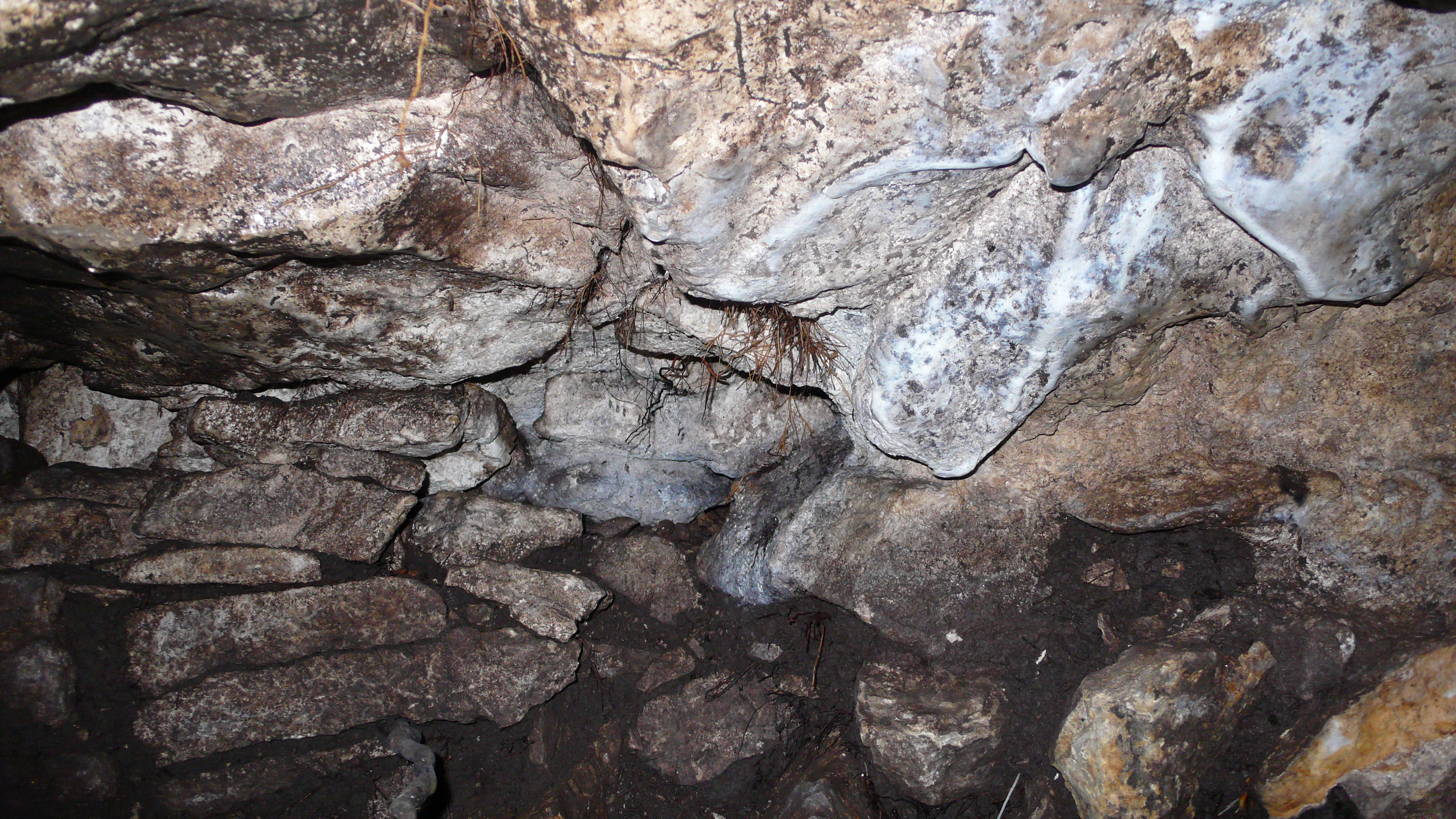
A barlang állapota 2008-ban